# 3192 A'Hearn
3192 A'Hearn eller 1982 BY1 är en asteroid i huvudbältet som upptäcktes den 30 januari 1982 av den amerikanske astronomen Edward L.G. Bowell vid Anderson Mesa Station. Den är uppkallad efter den amerikanske astronomen Michael A'Hearn.
Asteroiden har en diameter på ungefär 4 kilometer.